# Rushmore Memorial Library

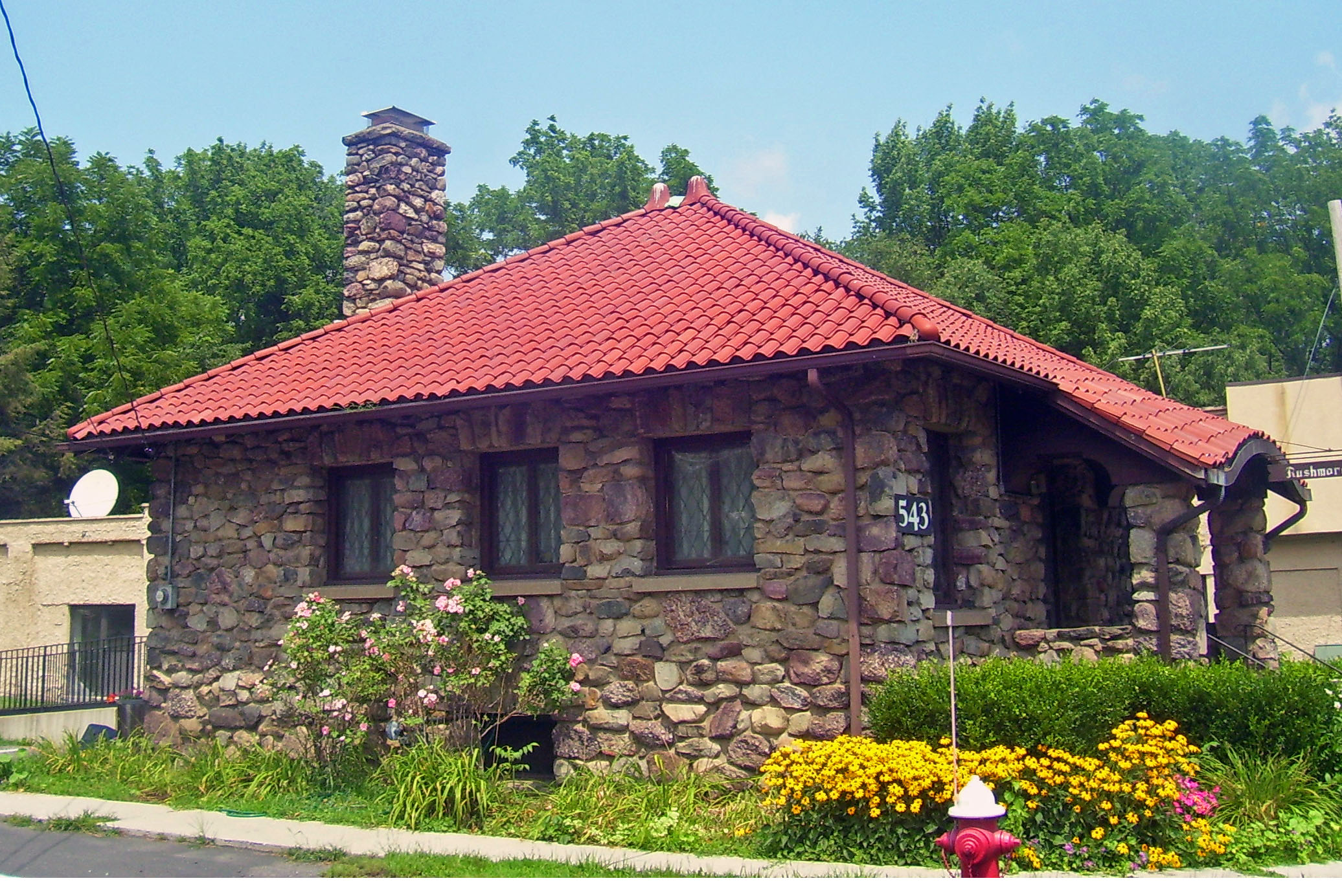
Ansicht der Rushmore Memorial Library von Südosten, 2008

Die Rushmore Memorial Library, die auch als Rushmore Memorial Building bekannt ist, ist eine frühere Bibliothek an der Kreuzung von New York State Route 32 und Weygant Hill Road in Highland Mills im US-Bundesstaat New York. Es handelt sich dabei um ein kleines Gebäude im Stil des Arts and Crafts Movements, das 1920 mit Hilfe einer Geldhilfe durch Charles E. Rushmore entstand. Rushmore war ein Bewohner des Ortes, nach dem Mount Rushmore benannt ist.
Das Gebäude diente bis Ende der 1950er Jahre als Stadtbibliothek der Town of Woodbury. Heute ist es der Sitz der historischen Gesellschaft der Stadt. Nach zwei fehlgeschlagenen Versuchen in den 1980er Jahren, es in das National Register of Historic Places einzutragen, wurde es 2008 schließlich aufgenommen.

## Gebäude
Die Bücherei ist ein einstöckiges Gebäude mit jeweils drei Jochen in Länge und Breite und wurde in einem unregelmäßigen Mauerverbund aus örtlich gebrochenen Konglomeratgestein gebaut. Das Haus wird von einem aus Keramik gedeckten Satteldach bedeckt, das im Mission Revival Style auf allen Seiten die Ausmaße des Hauses überragt und auch die Stufen an der Vorderseite überdacht. Ein steinerner Kamin aus ähnlichem Steinverbund wie die Mauern des Hauses ragt an der Westseite empor. Eine Rampe für Rollstuhlfahrer führt zum Hintereingang, einige wenige Stufen führen zum Vordereingang.
Das Innere besteht aus einem einzigen Raum mit offenem Kamin und einer großen Kaminbrüstung. Die Buchregale sind aus Mahagoni geschreinert. Der Rest der ursprünglichen Innenausstattung aus Holz ist original. Eine Gedenktafel aus Bronze mit einem Gedicht von Jane Rushmore Patterson, der Tochter Rushmores befindet sich hier. Das Gebäude ist vollständig unterkellert.

## Geschichte
Die öffentliche Bücherei Woodburys nahm ihre Anfänge in den Jahren nach dem Ersten Weltkrieg als eine kleine Sammlung von Büchern auf einem Regalbrett in der örtlichen Drogerie, das dann in den Lebensmittelladen und später in das Büro einer Telefongesellschaft umzog. Jane Patterson drängte schließlich ihre Eltern auf Unterstützung des Baus einer dauerhaften Heimat für die Bibliothek. Diese kauften schließlich das Grundstück und stellten das Geld für den Bau des Gebäudes bereit. Die Stiftungsakte legte fest, dass das Gebäude mit dem Grundstück in Verwendung als Bibliothek oder einer ähnlichen Nutzung bleiben müssen odes es würde an die Familie Rushmore zurückfallen.
Der Kriegsheimkehrer und Architekt Howard Gregory, ein junger Mann, dessen Vaters Firma 1906 das Wohnhaus der Rushmores baute, entwarf die Pläne der Bücherei und überwachte den Bau des Gebäudes im Jahr 1924. Einige seiner ersten Bauzeichnungen werden heute in dem Gebäude ausgestellt. Seine Verwendung von unregelmäßigen Steinen stand im Einklang mit den Prinzipien des Arts and Crafts Movements und mit anderen Gebäuden in der Umgebung, etwa dem Torhaus des Besitzes von F.F. Proctor und den einigen Kilometern entfernt errichteten Bauwerken für die State Parks in Harriman und Bear Mountain und der neuerrichteten Siedlung Tuxedo Park.
Charles Rushmore starb 1931, und acht Jahre später wurde die Bücherei zu seinen Ehren umbenannt. Sie gelangte zu jener Zeit unter die Verwaltung des Highland Mills Common School Districts, der 1951 mit einigen weiteren zum neuen Monroe-Woodbury Central School District zusammengeschlossen wurde. Die Bücherei blieb fünf Jahre unter der Obhut des neuen Schulbezirks, der sie 1956 an die Town zurücktransferierte. Sie wurde 1958 zur Rushmore Memorial Public Library, der Zweigstelle von Monroes Stadtbücherei in Highland Mills,.
Die Bücherei war 1959 Gründungsmitglied eines regionalen Bibliotheksverbundes im Ramapo-Catskill-Gebiet. Bis 1966 wurde die Bibliothek durch Freiwillige betrieben, dann erfolgte die Umstellung auf bezahlte Mitarbeiter. Der barrierefreie Zugang auf der Rückseite des Gebäudes wurde 1970 geschaffen. Dafür wurde ein Fenster in eine Eingangstür umgebaut. 1985 erbaute die Stadt ein neues, größeres Gebäude und dachte kurze Zeit darüber nach, ob sie das Gebäude behalten soll oder nicht. Schließlich fiel die Entscheidung, dass die örtliche historische Gesellschaft das Gebäude zur Aufbewahrung ihrer Sammlung zur lokalen Geschichte verwenden würde.
Zu diesem Zeitpunkt versuchte die historische Gesellschaft zweimal, die Bibliothek in das National Register eintragen zu lassen, der Antrag wurde jedoch in beiden Fällen abgelehnt. Mit der Hilfe des New York State Office of Parks, Recreation and Historic Preservation war 2008 ein dritter Versuch erfolgreich.